# Liste der Stolpersteine in Radolfzell
Die Liste der Stolpersteine in Radolfzell führt die vom Künstler Gunter Demnig verlegten Stolpersteine in Radolfzell am Bodensee auf. Mit ihnen soll Opfern des Nationalsozialismus gedacht werden, die in Radolfzell lebten und wirkten.

## Liste der Stolpersteine
| Adresse                                 | Name                  | Inschrift | Verlegedatum       | Bild | Anmerkung |
| --------------------------------------- | --------------------- | --- | ------------------ | ---- | --- |
| Hindenburgstr. 11 (Standort)            | Luise Fischer         | Hier wohnte Luise Fischer Jg. 1887 Eingewiesen 1916 Heilanstalt Reichenau 'verlegt' 28.11.1940 Grafeneck ermordet 28.11.1940 'Aktion T4'                                     | 20. Mai 2024       |      | |
| Scheffelstr. 3 (Standort)               | Nikolaus Honsell      | Scheffelstr. 3 wohnte Nikolaus Honsell Jg. 1887 Eingewiesen 1923 Heilanstalt Reichenau 'verlegt' 7.5.1940 Zwiefalten 12.6.1940 Grafeneck ermordet 12.6.1940 'Aktion T4'      | 20. Mai 2024       |      | Der Stolperstein wurde auf der gegenüberliegenden Straßenseite (vor der Villa Bosch) verlegt, da es vor dem Anwesen Scheffelstr. 3 keinen öffentlichen Bürgersteig gibt. |
| Bollstetterstr. 2 (Standort)            | Josefa Trost          | Hier wohnte Josepha Trost geb. Klaus Jg. 1887 Eingewiesen 1930 Heilanstalt Reichenau, 'verlegt' 27.6.1940 Grafeneck ermordet 27.6.1940 'Aktion T4'                           | 24. September 2020 |      | Laut Archivdokumenten war Josefa Trost die offizielle Schreibweise. |
| Ekkehardstr. 16 (Standort)              | Anna Fetzer           | Hier wohnte Anna Fetzer Jg. 1897 Zwangssterilisiert 26.4.1938 Städt. Krankenhaus Radolfzell als 'geheilt' entlassen                                                          | 24. September 2020 |      | |
| Ekkehardstr. 16 (Standort)              | Agnes Zimmermann      | Hier wohnte Agnes Zimmermann geb. Fetzer Jg. 1902 Zwangssterilisiert 28.7.1939 Städt. Krankenhaus Singen am Hohentwiel als 'geheilt' entlassen                               | 24. September 2020 |      | |
| Ekkehardstr. 16 (Standort)              | Josefine Fetzer       | Hier wohnte Josefine Fetzer Jg. 1910 Zwangssterilisiert 28.7.1934 Städt. Frauenklinik Konstanz als 'geheilt' entlassen                                                       | 24. September 2020 |      | |
| Teggingerstr. 19 (Standort)             | Hermine Bauer         | Hier wohnte Hermine Bauer Jg. 1907 Eingewiesen 1928 Heilanstalt Reichenau Zwangssterilisiert 25.4.1935 Städtisches Krankenhaus Konstanz als 'geheilt' entlassen              | 24. September 2020 |      | |
| Unterdorfstr. 9 Markelfingen (Standort) | Elisabeth Welschinger | Elisabeth Welschinger Jg. 1931 Waisenhaus Sigmaringen Eingewiesen 1935 St. Josefsanstalt Herten 'verlegt' 21.8.1940 Grafeneck ermordet 21.8.1940 'Aktion T4'                 | 2. Juli 2016       |      | |
| Unterdorfstr. 9 Markelfingen (Standort) | Berta Welschinger     | Hier wohnte Berta Welschinger Jg. 1902 Eingewiesen 1931 'verlegt' 27.6.1940 Grafeneck ermordet 27.6.1940 'Aktion T4'                                                         | 2. Juli 2016       |      | |
| Güttinger Str. 13 (Standort)            | Frieda Armbruster     | Frieda Armbruster Jg. 1890 Eingewiesen 1927 Heilanstalt Reichenau 'verlegt' 17.6.1940 Grafeneck ermordet 17.6.1940 'Aktion T4'                                               | 2. Juli 2016       |      | |
| Schwertstr. 40 (Standort)               | Johann Kaiser         | Hier wohnte Johann Kaiser Jg. 1881 verhaftet 1944 Aktion 'Gitter' Natzweiler Dachau entlassen 24.9.1944                                                                      | 2. Juli 2016       |      | |
| Köllinstr. 31 (Standort)                | Walter Josef Böhler   | Hier wohnte Walter Josef Böhler Jg. 1934 Eingewiesen 1937 St. Josefsanstalt Herten 'verlegt' 29.8.1940 Grafeneck ermordet 29.8.1940 'Aktion T4'                              | 2. Juli 2016       |      | |
| Bismarckstr. 30 (Standort)              | Albertine Hässig      | Hier wohnte Albertine Hässig geb. Mattes Jg. 1899 Eingewiesen 1928 Heilanstalt Reichenau 'verlegt' 17.6.1940 Grafeneck ermordet 17.6.1940 'Aktion T4'                        | 2. Juli 2016       |      | |
| Jakobstr. 5 (Standort)                  | Carl Diez             | Hier wohnte Carl Diez Jg. 1877 'Schutzhaft' 1933 verhaftet 1944 'Rundfunkverbrechen' Aktion 'Gitter' Gefängnis Konstanz Gefängnis Radolfzell entlassen 1944                  | 2. Juli 2016       |      | |
| Seetorstr. 1 (Standort)                 | Wilhelm Haaf          | Hier wohnte Wilhelm Haaf Jg. 1893 verhaftet 1939 'Heimtückegesetz' Gefängnis Mannheim Gefängnis Bruchsal entlassen 15.2.1941 tot an Haftfolgen                               | 2. Juli 2016       |      | |
| Ratoldusstr. 37 (Standort)              | Anna Maria Ronkat     | Hier wohnte Anna Ronkat Jg. 1904 Eingewiesen 1931 Heilanstalt Reichenau zwangssterilisiert 1938 'verlegt' 27.6.1940 Grafeneck ermordet 27.6.1940 Aktion T4                   | 11. September 2015 |      | |
| Ratoldusstr. 39 (Standort)              | Gustav Troll          | Hier wohnte Gustav Troll Jg. 1895 verhaftet 1944 Aktion 'Gitter' Natzweiler Dachau entlassen 24.9.1944                                                                       | 11. September 2015 |      | |
| Allweilerstr. 31/1 (Standort)           | Ernst Ludwig Kreer    | Hier wohnte Ernst Ludwig Kreer Jg. 1878 verhaftet 1940 'Rundfunkverbrechen' 'Wehrkraftzersetzung' Zuchthaus Ludwigsburg entlassen 20.11.1942                                 | 11. September 2015 |      | |
| Konstanzer Str. 30/1 (Standort)         | Karl Teufel           | Hier wohnte Karl Teufel Jg. 1890 verhaftet März 1933 'Vorbereitung zum Hochverrat' Gefängnis Radolfzell 1944 Aktion 'Gitter' Dachau Mauthausen entlassen 26.10.1944          | 11. September 2015 |      | Im Zuge von Straßenbauarbeiten ging der Stolperstein im November 2018 verloren. Er wurde am 29. Oktober 2019 durch eine Nachfertigung ersetzt.                           |
| Johannisstr. 7 (Standort)               | Hermann Klein         | Hier wohnte Hermann Klein Jg. 1886 verhaftet 1944 Aktion 'Gitter' Natzweiler Dachau Allach entlassen 25.9.1944                                                               | 11. September 2015 |      | |
| Bismarckstr. 3 (Standort)               | Pauline Kindler       | Hier wohnte Pauline Kindler Jg. 1903 Eingewiesen 19.6.1934 Heilanstalt Reichenau zwangssterilisiert entlassen 12.12.1934                                                     | 11. September 2015 |      | |
| Zangererstr. 10 (Standort)              | Julius Fuchs          | Hier wohnte Julius Fuchs Jg. 1888 verhaftet 1944 Aktion 'Gitter' Natzweiler Dachau entlassen 24.9.44                                                                         | 11. September 2015 |      | |
| Seetorstr. 2 (Standort)                 | Alice Fleischel       | Hier wohnte Alice Fleischel geb. Rossin Jg. 1873 deportiert 1940 Gurs tot 28.4.1941                                                                                          | 28. Juni 2014      |      | |
| Seestraße 53 (Standort)                 | Ernst Gnirß           | Hier wohnte Ernst Gnirss Jg. 1905 mehrmals verhaftet 'Vorbereitung zum Hochverrat' 'Wehrkraftzersetzung' tot in Haft Zuchthaus Celle 19.3.1945                               | 28. Juni 2014      |      | |
| Seestraße 59 (Standort)                 | Alma Deuring          | Hier wohnte Alma Deuring geb. Broggi Jg. 1901 verhaftet 8.9.1943 'Schutzhaft' überlebt                                                                                       | 28. Juni 2014      |      | |
| Seestraße 59 (Standort)                 | Ludwig Deuring        | Hier wohnte Ludwig Deuring Jg. 1889 mehrmals verhaftet 1938 'Vorbereitung zum Hochverrat' Zuchthaus Ludwigsburg 1944 Aktion 'Gitter' Natzweiler / Dachau entlassen 24.9.1944 | 28. Juni 2014      |      | |
| Höllstraße 1 (Standort)                 | Lotte Bleicher        | Hier wohnte Lotte Bleicher geb. Goldberg Jg. 1899 Geschäft / Wohnung 1936 'arisiert' Flucht 1937 Belgien Palästina                                                           | 28. Juni 2014      |      | |
| Höllstraße 1 (Standort)                 | Josef Bleicher        | Hier wohnte Josef Bleicher Jg. 1887 Geschäft / Wohnung 1936 'arisiert' Flucht 1937 Belgien Palästina                                                                         | 28. Juni 2014      |      | |
| Schützenstraße 37 (Standort)            | Georg Alfred Grein    | Hier wohnte Georg Alfred Grein Jg. 1906 verhaftet 21.9.1937 'Vorbereitung zum Hochverrat' Zuchthaus Ludwigsburg 'Schutzhaft' 1942–1945 Dachau / Kempten befreit / überlebt   | 28. Juni 2014      |      | |
| Schwertstraße 44 (Standort)             | Josef Paul Bayer      | Hier wohnte Josef Paul Bayer Jg. 1913 seit 1935 mehrmals in 'Schutzhaft' 'staatsfeindliche Betätigung' Kislau / Dachau Mauthausen / Buchenwald befreit / überlebt            | 28. Juni 2014      |      | |